# Gare de Yoshino (Fukuoka)
Ne doit pas être confondu avec la gare de Yoshino située à Yoshino
La gare de Yoshino (吉野駅, Yoshino-eki) est une gare ferroviaire située à Ōmuta, dans la préfecture de Fukuoka au Japon. Elle est exploitée par la compagnie JR Kyushu.

## Situation ferroviaire
La gare de Yoshino est située au point kilométrique (PK) 141,9 de la ligne principale Kagoshima.

## Historique
La gare est inaugurée le 16 mars 1991.

## Service des voyageurs

### Accueil
La gare dispose d'un abri ouvert tous les jours, avec des guichets et des automates pour l'achat de titres de transport.

### Dispositions des quais
- Ligne principale Kagoshima :
  - voie 1 : direction Ōmuta et Kumamoto
  - voie 2 : direction Kurume et Hakata